# Klemen Slakonja
Klemen Slakonja (Brežice, República Socialista da Eslovénia;  3 de junho de 1985) é um ator, comediante, apresentador de televisão e músico esloveno. Trabalha no Teatro Nacional Esloveno de Liubliana e a sua principal ocupação é a representação. Representou a Eslovénia no Festival Eurovisão da Canção de 2025 com a música «How Much Time Do We Have Left?».

## Carreira
Klemen nasceu na cidade fronteiriça eslovena de Brežice. As suas primeiras imitações começaram por volta do segundo ano do liceu. Começou a sua carreira na Radio Energy, na cidade de Krško, e foi o apresentador de vários eventos locais.
Klemen é também conhecido pelas suas versões paródicas de canções populares, que apresentou primeiro no seu programa de entretenimento musical Zadetek v petek (TV 3 Medias) e, mais tarde, em Je belli cesta (POP TV), especialmente «JJ Style», uma paródia do êxito Gangnam Style sobre o tema da atualidade política do país. Gravou também um videoclip para a canção, que recebeu mais de um milhão de visualizações e se tornou um sucesso no YouTube esloveno. Em 2016, ganhou atenção internacional com uma paródia do presidente russo Vladimir Putin.
Em novembro de 2020, lançou um EP de Natal intitulado «Under My Xmas Tree», com 6 canções, pela Universal Music da Eslovénia.
Na madrugada de 1 de fevereiro de 2025, Klemen venceu o EMA 2025, o concurso nacional esloveno que seleciona o concorrente para representar o país na Eurovisão.